# Pedrera Lengenbach

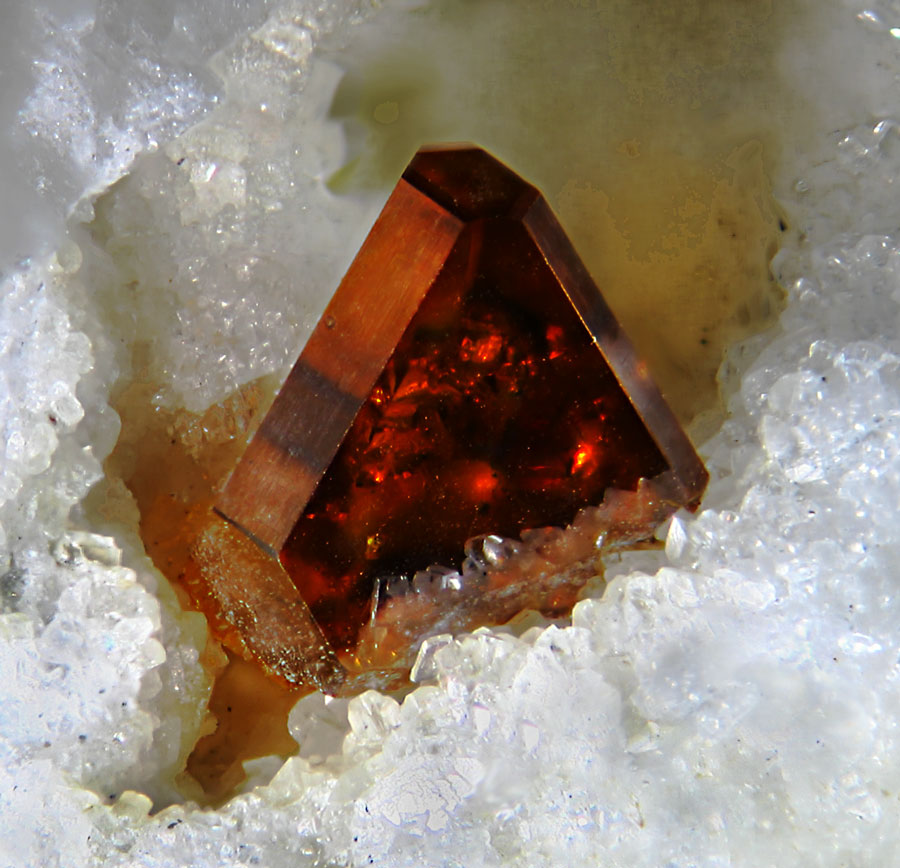
Cristall d'esfalerita en dolomita de la pedrera.

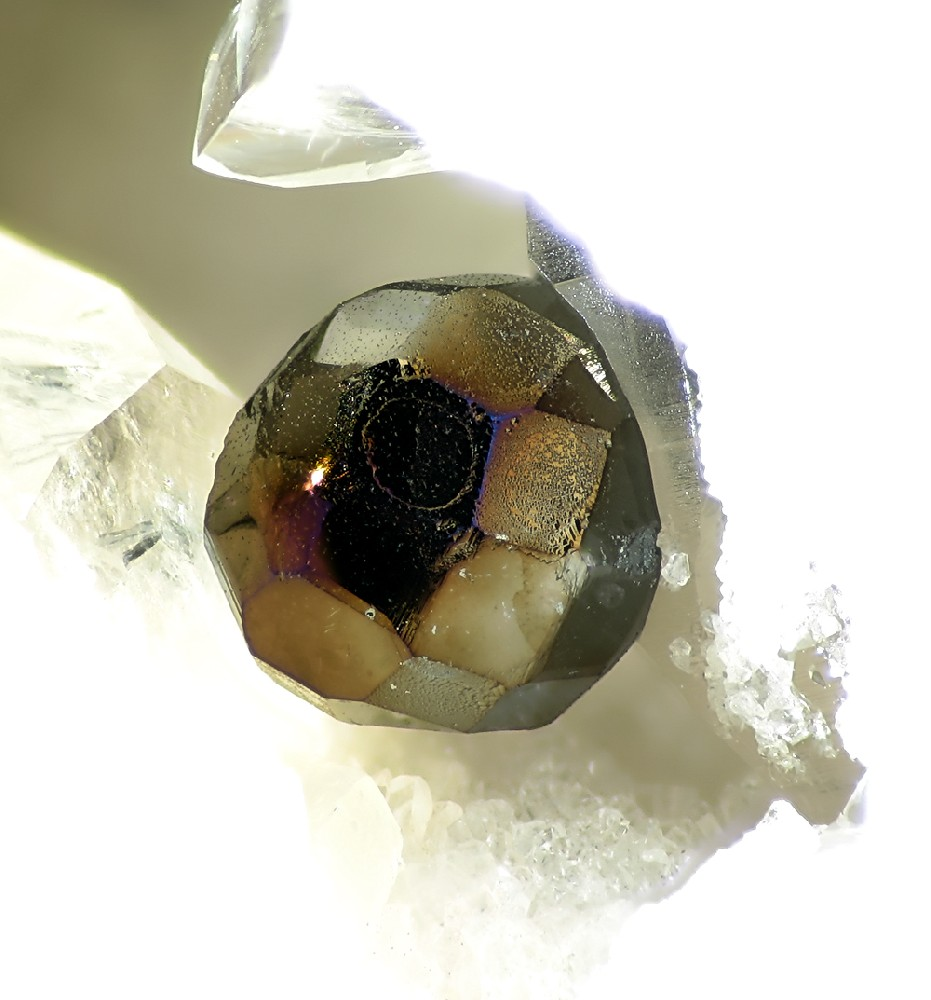
Cristall de tennantita extret a la pedrera.

La pedrera Lengenbach (LGB) és una pedrera que es troba a la vall de Binn (Binntal), en plens Alps suïssos, a un quilómetre al sud-est de Fäld, al cantó de Valais.
És un dipòsit de sulfurs i sulfosals rars, ben cristal·litzats, que contenen plom, tal·li, plata i coure. Es troba en dolomites del Triàsic, i és explotada des del segle xix. Durant els mesos d'estiu les seves escombreres serveixen com a atracció tant per als turistes com per a molts col·leccionistes de minerals.
En aquesta pedrera s'han identificat més d'un centenar i mig de minerals diferents, i 48 d'aquests tenen Lengenbach com a localitat tipus (a data del mes de juliol de 2016). La lengenbachita és un mineral de la classe dels sulfurs que rep el seu nom d'aquesta pedrera, on va ser descoberta.

## Minerals descoberts a Lengenbach
Aquestes són les espècies que han estat descobertes en aquesta pedrera, algunes de les quals no han estat descrites a cap altre lloc més:
| Espècie             | Etimologia                                                                                       |
| Argentobaumhauerita | Per la seva similaritat amb la baumhauerita i el seu contingut d'argent.                         |
| Argentodufrenoysita | Per la seva similaritat amb la dufrenoysita i el seu contingut de plata.                         |
| Argentoliveingita   | Per la seva similaritat amb la liveingita i el seu contingut de plata.                           |
| Baumhauerita        | Per Heinrich Adolf Baumhauer, professor de mineralogia de la Universitat de Friburg.             |
| Buynita             |                                                                                                  |
| Dalnegroïta         | Per Alberto Dal Negro, professor de mineralogia i cristal·lografia de la Universitat de Pàdua.   |
| Debattistiïta       | Per Luca De Battisti, mineralogista de sistemàtica i expert en minerals de la pedrera.           |
| Dekatriasartorita   | Sèrie homòloga de la sartorita.                                                                  |
| Dufrenoysita        | Per Ours Pierre Armand Petit Dufrenoy, geòleg i mineralogista francès del segle xix.             |
| Eckerita            | Per Markus Ecker, un expert en els minerals de Lengenbach.                                       |
| Edenharterita       | Per Andreas Edenharter, qui va sintetitzar prèviament el compost.                                |
| Enneasartorita      |                                                                                                  |
| Erniggliïta         | Pel professor emèrit Ernie Niggli, mineralogista i petròleg de la Universitat de Berna.          |
| Ferrostalderita     | Per la seva relació amb la stalderita.                                                           |
| Gabrielita          | Per Walter Gabriel, fotògraf de minerals i expert dels minerals de Lengenbach.                   |
| Geuerita            |                                                                                                  |
| Hatchita            | Per Frederick Henry Hatch, enginyer de mines i geòleg anglès.                                    |
| Hendecasartorita    |                                                                                                  |
| Heptasartorita      |                                                                                                  |
| Hialofana           | Del grec ύαλος, vidre, i φαίνεσθαι, semblar, en al·lusió a la transparència dels seus cristalls. |
| Hutchinsonita       | Per Arthur Hutchinson, professor de mineralogia de la Universitat de Cambridge.                  |
| Imhofita            | Pel col·leccionista de minerals Joseph Imhof.                                                    |

| Espècie         | Etimologia |
| Incomsartorita  | Per la seva estructura incommensurable i la seva relació amb la sartorita.                                                                   |
| Interliveingita | |
| Jentschita      | Per Franz Jentsch, un dels pioners en col·leccionar minerals de Lengenbach.                                                                  |
| Jordanita       | Pel Dr. A. Jordan, qui va proporcionar els espècimens originals per al seu estudi.                                                           |
| Lengenbachita   | Rep el seu nom de la pedrera Lengenbach, on va ser descoberta.                                                                               |
| Liveingita      | Per G.D. Liveing, professor de química de la Universitat de Cambridge.                                                                       |
| Marrita         | Per John Edward Marr, geòleg i professor de la Universitat de Cambridge.                                                                     |
| Marumoïta       | Per Fumiyuki Marumo, professor de mineralogia i cristal·lografia de la Universitat Nihon.                                                    |
| Nowackiïta      | Per Werner Nowacki, mineralogista suís i investigador de les sulfosals de la pedrera.                                                        |
| Philrothita     | Per Philippe Roth, geofísic i cap de la Forschungsgemeinschaft Lengenbach.                                                                   |
| Quadratita      | Per la forma quadràtica visible del mineral.                                                                                                 |
| Raberita        | Per Thomas Raber, expert en els minerals de Lengenbach.                                                                                      |
| Ralphcannonita  | Per Ralph Cannon, cap tècnic d'investigació de la Comunitat Lengenbach.                                                                      |
| Rathita         | Per Gerhard vom Rath, professor de mineralogia.                                                                                              |
| Richardsollyita | Per Richard Harrison Solly, qui va descriure acuradament vuit noves espècies minerals de Lengenbach entre 1901 i 1912.                       |
| Sartorita       | Per Wolfgang Sartorius von Waltershausen, professor de mineralogia de la Universitat de Göttingen.                                           |
| Seligmannita    | Per Gustav Seligmann von Waltershausen, doctorat honorari en mineralogia de la Universitat de Bonn.                                          |
| Sicherita       | Per Valentin Sicher von Waltershausen, un membre actiu del sindicat que opera la pedrera per a estudis científics i la producció de mostres. |
| Sinnerita       | Per Rudolf von Sinner, president de la Comissió del Museu d'Història Natural de Berna.                                                       |
| Smithita        | Per George Frederick Herbert Smith, cristal·lògraf del Museu d'Història Natural de Londres.                                                  |
| Spaltiïta       | |
| Stalderita      | Per Hans-Anton Stalder, curador del museu d'Història Natural de Londres i professor de mineralogia de la Universitat de Berna.               |
| Struvita-(K)    | Per la seva relació amb la struvita. |
| Tennantita-(Hg) | Per la seva relació amb la tennantita. |
| Trechmannita    | Per Charles Otto Trechmann, cristal·lògraf anglès.                                                                                           |
| Wallisita       | Del cantó de Valais (Wallis), on es troba la pedrera.                                                                                        |

També va ser descoberta a Lengenbach la cadmoxita, un mineral anomenat d'aquesta manera per la seva suposada composició química (òxid de cadmi). Més tard, tant el mineral com el nom es van retirar després que diversos estudis demostresin que el material era en realitat uraninita. Per tant, es tracta d'una espècie desacreditada per l'Associació Mineralògica Internacional.